# Percleveite-(Ce)
La percleveite-(Ce) è un minerale.